# Vinicius et Tom
 (mai 2016).
Si vous disposez d'ouvrages ou d'articles de référence ou si vous connaissez des sites web de qualité traitant du thème abordé ici, merci de compléter l'article en donnant les références utiles à sa vérifiabilité et en les liant à la section « Notes et références ».

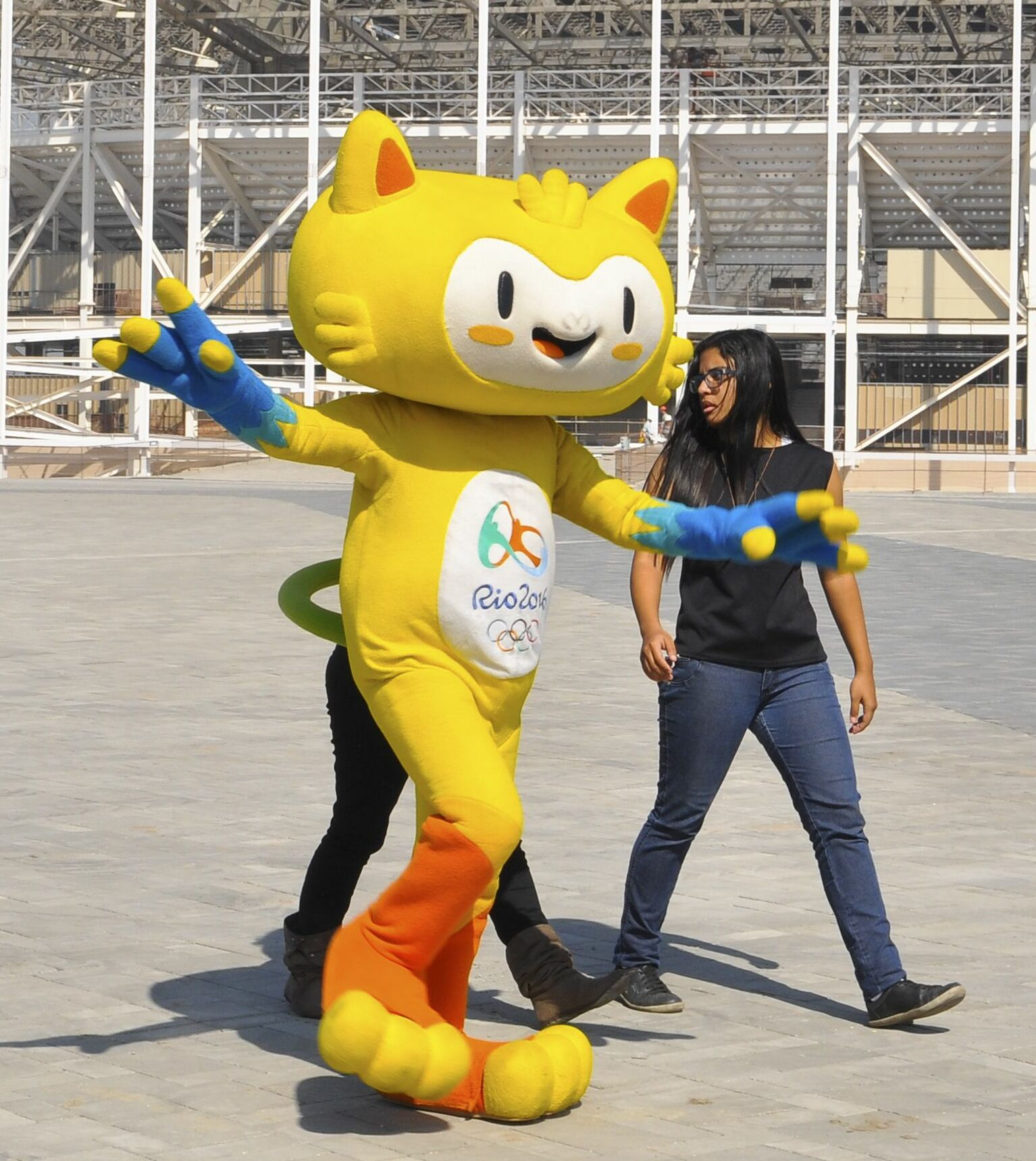
Vinicius.

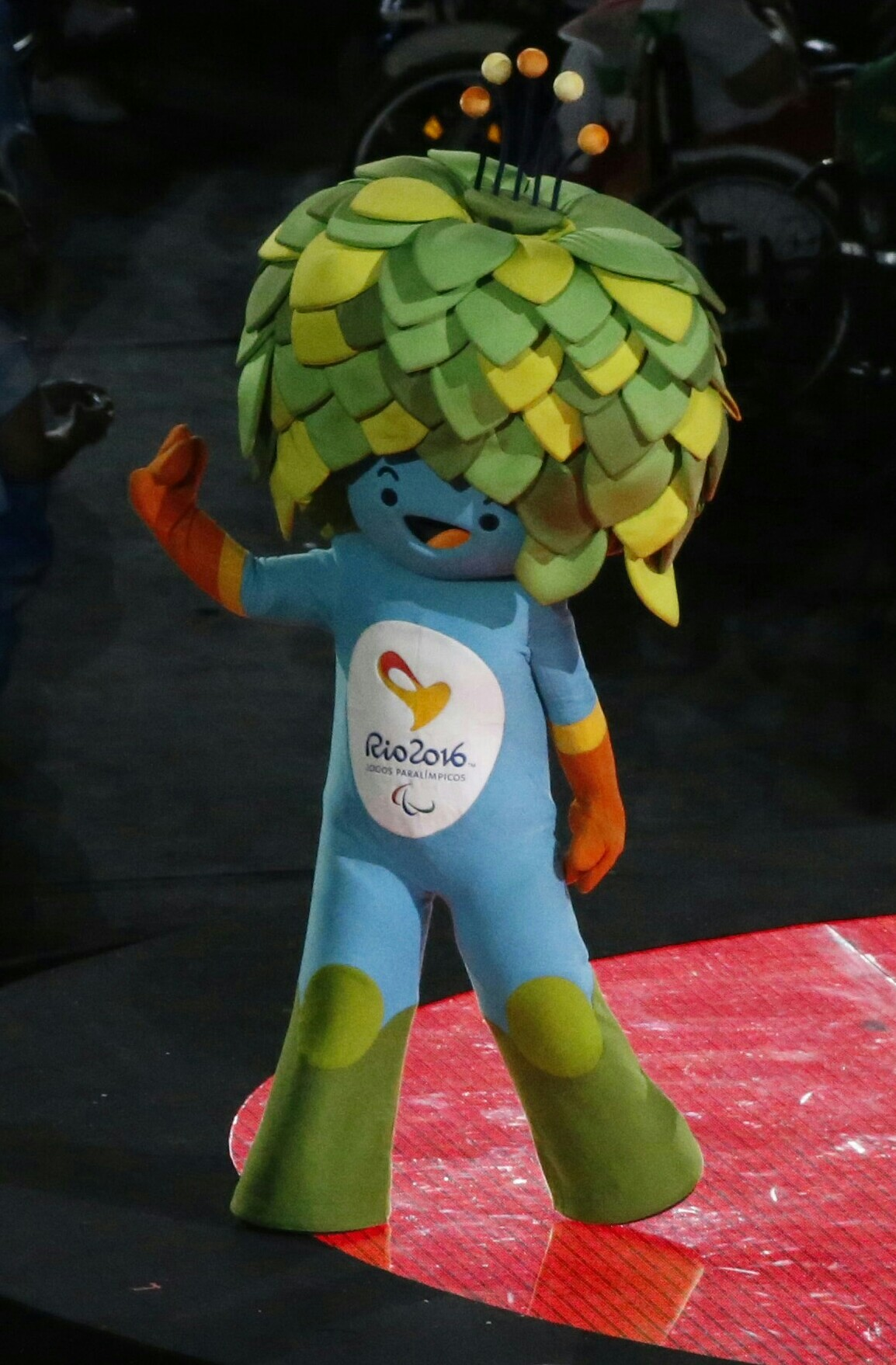
Tom.

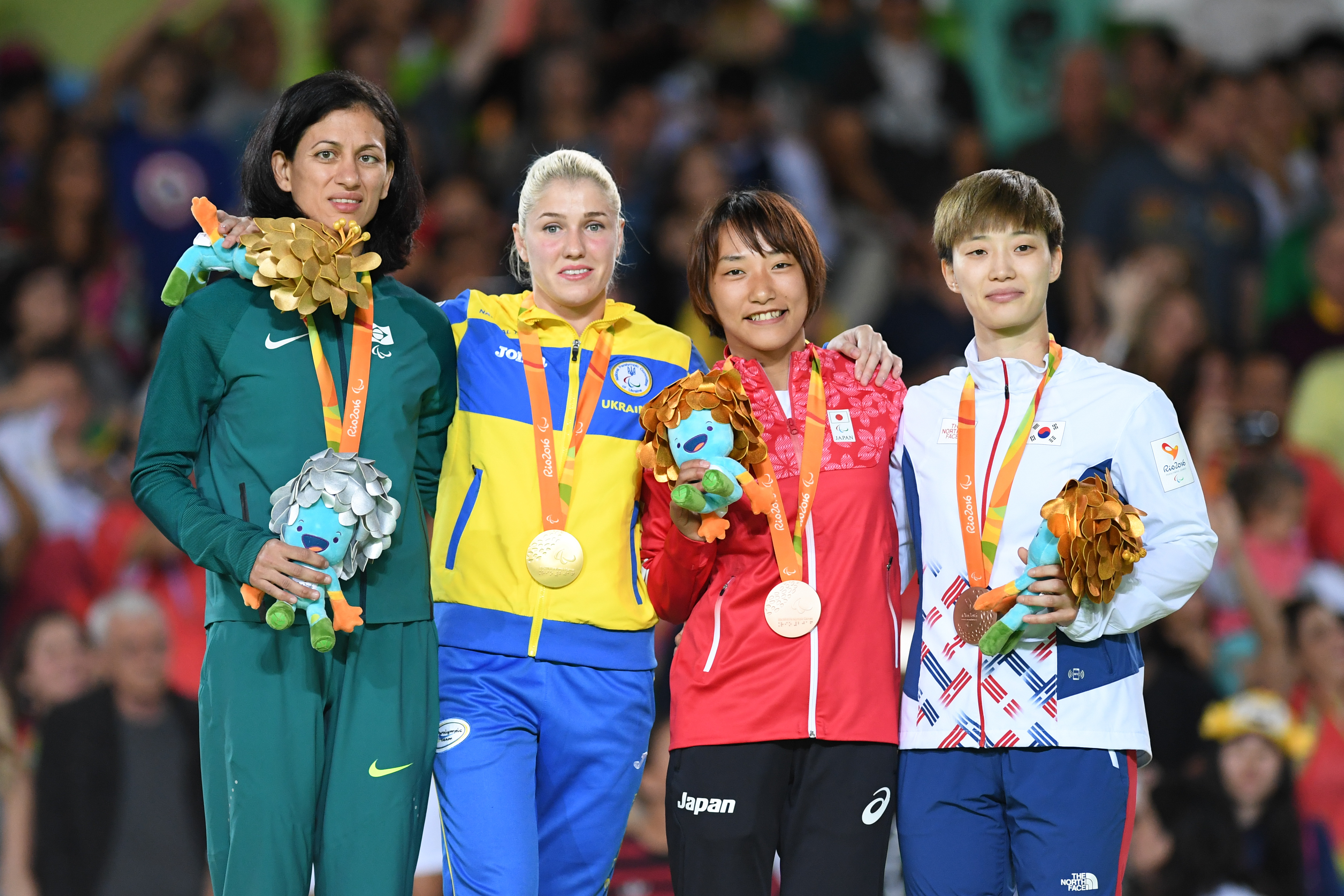
Podium aux Jeux paralympiques avec la remise de la mascotte Tom.

Vinicius et Tom sont respectivement les mascottes officielles des Jeux olympiques et paralympiques d'été de 2016.
Ces noms ont été inspirés de grands noms de la musique brésilienne, Vinícius de Moraes et Tom Jobim.

## Vinicius, l'animal
Vinicius, mascotte des premiers Jeux olympiques organisés en Amérique du Sud du 5 au 21 août 2016, est un animal jaune ressemblant à un félin et agile comme un singe, illustration de la richesse de la faune brésilienne. 

## Tom, la fleur
Pour les Jeux paralympiques organisés dans la foulée, du 7 au 18 septembre, Tom est un personnage bleu à la tête couverte de feuilles vertes et jaunes, aux couleurs du drapeau brésilien et symbolisant la riche flore du pays.
En novembre 2017, Tom devient la mascotte du Comité paralympique brésilien.